# Димо Янков
Димо Янков Василев с псевдоними Дружелюбов, Кьосе даи и Димитър Чорбаджиев е български учител и революционер, деец на Вътрешната македонска революционна организация и на Вътрешната тракийска революционна организация.

## Биография
Янков е роден на 14 февруари 1875 година в град Малко Търново, Османската империя (днес в България). Завършва IV клас на Одринската гимназия „Д-р Петър Берон“ в 1892 година, след това учи 2 години в турското училище „Адие“ пак в Одрин.
В периода 1894 – 1896 година работи като учител в Малко Търново. По-късно се занимава с търговия.
Касиер е и председател на околийския революционен комитет на ВМОРО в Малко Търново от есента на 1900 до май 1903 година, когато излиза в нелегалност.
Янков е делегат на конгреса на Петрова нива. През Илинденско-Преображенското въстание през лятото на 1903 година е четник при Стамат Икономов. След въстанието в 1904 година е делегат на Варненския конгрес на Одринския революционен окръг.
Димо Янков е представител на Задграничното представителство на организацията в Бургас от 1904 до 1908 година. След това от 1909 до 1913 година е учител по турски език в българската гимназия „Д-р Петър Берон“ в Одрин.
От 1915 до 1919 година е кмет на Малко Търново. От 1922 до 1934 година е ревизор и домакин на стоковата борса в Бургас. Дългогодишен председател на Съюза на тракийските дружества в Бургаско.
В периода 1938 - 1939 година е народен представител в XXIV обикновено народно събрание.
Умира на 22 февруари 1965 година в София. Негов личен архивен фонд се съхранява в Държавна агенция „Архиви“.